# Gladiolus verdickii
Gladiolus verdickii là một loài thực vật có hoa trong họ Diên vĩ. Loài này được De Wild. & T.Durand miêu tả khoa học đầu tiên năm 1901.